# Груб (Аппенцелль-Ауссерроден)
Груб (нім. Grub AR) — громада  в Швейцарії в кантоні Аппенцелль-Ауссерроден, округ Фордерланд.

## Географія
Громада розташована на відстані близько 170 км на схід від Берна, 19 км на схід від Герізау.
Груб має площу 4,2 км², з яких на 12,1% дозволяється будівництво (житлове та будівництво доріг), 56,7% використовуються в сільськогосподарських цілях, 31,2% зайнято лісами, 0% не є продуктивними (річки, льодовики або гори).

## Демографія
2019 року в громаді мешкало 1013 осіб (-0,4% порівняно з 2010 роком), іноземців було 14,5%. Густота населення становила 241 осіб/км².
За віковим діапазоном населення розподілялося таким чином: 19,1% — особи молодші 20 років, 60,1% — особи у віці 20—64 років, 20,8% — особи у віці 65 років та старші. Було 413 помешкань (у середньому 2,4 особи в помешканні).
Із загальної кількості 286 працюючих 46 було зайнятих в первинному секторі, 57 — в обробній промисловості, 183 — в галузі послуг.